# Masdevallia angulifera
Masdevallia angulifera là một loài lan đặc hữu của the Western Cordillera và the Central Cordillera of Colombia in miền bắc South America]]..

## Hình ảnh

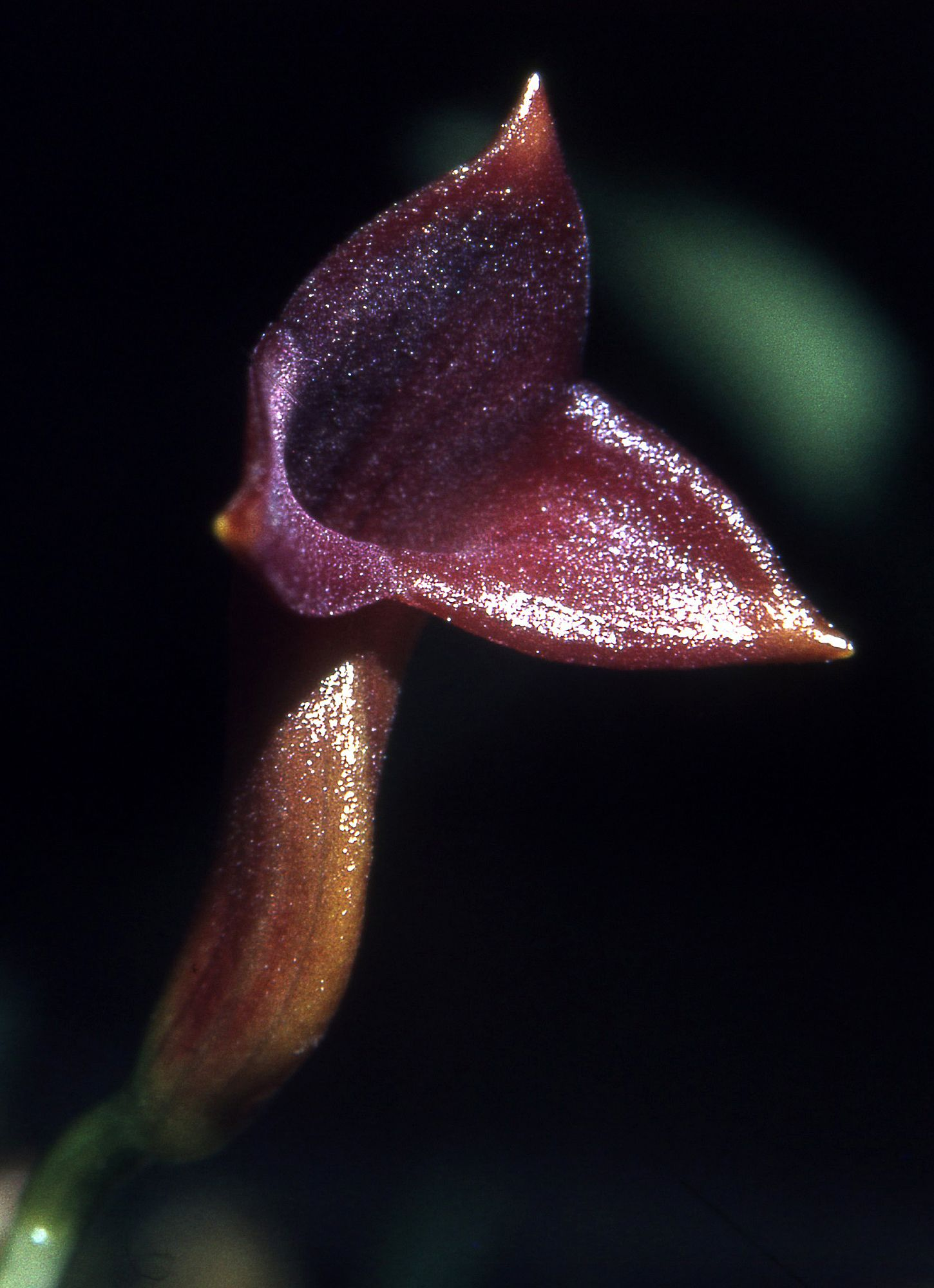